# Jordbävningen i Christchurch i juni 2011
Jordbävningen i Christchurch i juni 2011 uppmättes till magnituden 6,3 ML och inträffade den 13 juni 2011 klockan 14.20 NZST (2.20 UTC). Djupet var på 6 kilometer (3,8 engelska mil), cirka 10 kilometer (6 engelska mil) från Christchurch, som utsatts för en annan jordbävning i februari samma år med magnituden 6,3 ML. Juniskalvet föregicks av en skakning på magnituden 5,9 ML som slog till mot området djupare 8,9 kilometer (5,5 engelska mil). United States Geological Survey rapporterade om 6,0 Mw på ett djup kring 9 kilometer (5,6 engelska mil).

### Fotnoter
1. ↑  ”New Zealand Earthquake Report - Jun 13 2011 at 2:20 pm (NZST)”. GeoNet. GNS Science. Arkiverad från originalet den 29 augusti 2012. https://web.archive.org/web/20120829225918/http://www.geonet.org.nz/earthquake/quakes/3528839g.html. Läst 14 juni 2011.
2. ↑  ”One death reported after earthquake”. The New Zealand Herald. 14 juni 2011. http://www.nzherald.co.nz/nz/news/article.cfm?c_id=1&objectid=10732161. Läst 14 juni 2011.
3. ↑  ”Shattered city hit again”. The Press. Fairfax New Zealand Limited. 14 juni 2011. http://www.stuff.co.nz/the-press/news/christchurch-earthquake-2011/5139172/Shattered-city-hit-again. Läst 13 juni 2011.